# Liste de conjectures mathématiques
Ce qui suit est une liste de conjectures mathématiques, non exhaustive. Elles sont divisées en quatre sections, en accord avec leur état en 2025.
Voir aussi :
- Conjecture d'Erdős, qui liste des conjectures de Paul Erdős et de ses collaborateurs
- Problèmes non résolus en mathématiques
- Problèmes de Hilbert
- Problèmes du prix du millénaire
- Problèmes de Smale

et, pour les résultats prouvés,
- Liste de théorèmes et Liste de lemmes ;

et aussi
- Liste d'énoncés indécidables dans ZFC

pour les problèmes qui ne sont pas sujets à des démonstrations conventionnelles.

## Conjectures démontrées (qui sont maintenant des théorèmes)
Voir aussi la catégorie Conjecture démontrée
- Conjecture d'Adams sur le J-homomorphisme (en), démontrée par Quillen en 1971
- Conjecture de Bachet, proposée en 1621, résolue en 1770 (maintenant connue comme le théorème des quatre carrés de Lagrange)
- Postulat de Bertrand, énoncé en 1845, devenu théorème de Tchebychev en 1850
- Conjecture de Bieberbach (devenue théorème de De Branges en 1984)
- Conjecture de Blattner (en) (ou formule de Blattner), démontrée par Hecht et Schmid en 1975
- Conjecture de Bloch-Kato (K-théorie) (en) (qui généralise la conjecture de Milnor)
- Conjecture de Burnside, devenue le théorème de Feit-Thompson en 1963
- Conjecture de Catalan, démontrée par Preda Mihăilescu en 2002
- Conjecture de Conway-Norton (connue sous le nom de Monstrous moonshine), démontrée par Borcherds en 1992
- Conjecture de Deligne sur les 1-motifs
- Conjecture de Dinitz, démontrée par Fred Galvin en 1994
- Conjecture du dodécaèdre (en), démontrée par Thomas Hales en 1998
- Conjecture de Duffin-Schaeffer
- Conjecture epsilon (un intermédiaire sur le chemin du dernier théorème de Fermat) devenue en 1986 le théorème de Ribet (en)
- Dernier théorème de Fermat, démontré en 1994 par Andrew Wiles, et maintenant connu sous le nom de théorème de Fermat-Wiles
- Conjecture du gradient (en), démontrée en 2000 par Kurdyka, Mostowski et Parusinski
- Conjecture des graphes parfaits, démontrée en 2002 par Chudnovsky, Robertson, Seymour et Thomas
- Conjecture de Heawood, devenue en 1968 le théorème de Ringel-Youngs
- Conjecture de Kummer (en) sur les sommes cubiques de Gauss (démontrée en 1978 par S. J. Patterson et Roger Heath-Brown sous une forme légèrement modifiée)
- Conjecture de Kepler
- Conjecture de Mahler-Manin, démontrée en 1995 par Katia Barré-Sirieix, Guy Diaz, François Gramain et Georges Philibert.
- Conjecture de Manin-Mumford (en), démontrée en 1983 par Michel Raynaud
- Conjecture de Marden (en), démontrée en 2004 par Ian Agol
- Conjecture de Milnor (K-théorie algébrique), démontrée en 1996 par Vladimir Voevodsky
- Conjecture de Milnor (théorie des nœuds), démontrée en 1993 par Peter Kronheimer et Tomasz Mrowka
- Conjecture de Mordell, devenue en 1983 théorème de Faltings
- Conjecture de Hanna Neumann, démontrée en 2012 par Igor Mineyev
- Conjecture d'Oppenheim, démontrée en 1987 par Gregori Margulis
- Conjecture de Poincaré, démontrée en 2003 par Grigori Perelman
- Conjecture de Quillen-Lichtenbaum (en), conséquence de celle de Bloch-Kato
- Conjecture de Ramanujan, conséquence de la preuve des conjectures de Weil
- Conjecture de Scheinerman, démontrée en 2009 par Jérémie Chalopin et Daniel Gonçalves
- Conjecture de Schreier
- Conjecture de Segal (en), démontrée en 1980 par Gunnar Carlsson
- Conjecture de Serre devenue en 1976 le théorème de Quillen-Suslin : voir Module projectif
- Conjecture de Serre (théorie des nombres) (en) sur les représentations de Galois ; démontrée en 2008 par Chandrashekhar Khare et Jean-Pierre Wintenberger
- Conjecture de Seymour
- Conjecture de Shimura-Taniyama-Weil, démontrée en 1999, à la suite des travaux de Wiles, par Christophe Breuil, Brian Conrad, Fred Diamond et Richard Taylor
- Conjecture de Smith (en)
- Conjecture de Stanley-Wilf (en)
- Conjecture de Sullivan (en)
- Conjecture de Thurston, démontrée en 2003 par Grigori Perelman
- Conjecture de Wagner (devenue théorème de Robertson-Seymour en 2004)
- Conjectures de Weil (démontrées par Pierre Deligne en 1974)
- Problème de coloration des chemins (en)
- Problème de la hauteur d'étoile
- Problème de Waring proposé en 1770, résolu en 1909 (parfois appelé depuis le théorème de Hilbert-Waring)

## Conjectures réfutées (qui sont maintenant démontrées fausses)
Voir aussi la catégorie Conjecture réfutée
- Conjecture de Borsuk (en) en 1993 par Jeff Kahn et Gil Kalai
- Conjecture d'Euler en 1966
- Conjecture de Ganea (en)
- Hauptvermutung (en) en 1961 par Milnor
- Conjecture de Hirsch en 2010
- Conjecture de Kelvin
- Conjecture des nombres de Fermat en 1732 par Euler
- Conjecture d'intersection de graphe
- Conjecture de Kouchnirenko
- Conjecture de Mertens en 1985
- Conjecture de Pólya en 1958
- Conjecture de Ragsdale (en) en 1979 par Oleg Viro
- Conjecture de Smith généralisée
- Conjecture de Tait : voir Graphe de Tutte
- Conjecture de Von Neumann (en) en 1980
- Conjecture de Weyl-Berry (en)

## Travaux récents
- Conjecture de Herzog-Schönheim
- Conjecture de Hilbert-Smith
- Conjecture de Nagata sur les automorphismes (en), proposée par Masayoshi Nagata
- Conjecture de Satō-Tate
- Conjecture de Seifert

## Conjectures non résolues
Voir aussi la catégorie Conjecture non résolue
- Conjecture 1/3 - 2/3
- Conjecture abc
- Conjecture d'Agoh-Giuga
- Conjecture d'Andrews-Curtis
- Conjecture d'Andrica
- Conjecture des arbres gracieux
- Conjecture d'Arnold
- Conjectures d'Artin
- Conjecture d'Atiyah
- Conjecture de Bateman-Horn
- Conjecture de Baum-Connes
- Conjecture de Beal
- Conjecture de Beilinson (en)
- Conjecture de Berry-Tabor
- Conjecture de Birch et Swinnerton-Dyer
- Conjecture de Birch-Tate (en)
- Conjecture de Bloch-Kato (fonctions L) (en)
- Conjecture de Borel (en)
- Conjecture de Bost
- Conjecture de Bouniakovski
- Conjecture de Brumer-Stark
- Conjecture de Carathéodory (en)
- Conjecture de Carmichael sur l'indicatrice d'Euler
- Conjecture de Catalan sur les suites aliquotes
- Conjecture de la coloration sur listes (en)
- Conjecture de Cramér
- Conjecture de De Polignac
- Conjectures de Deligne
- Conjecture de Dickson
- Conjecture de Dubner
- Conjecture d'Eilenberg-Ganea (en)
- Conjecture d'Elliott-Halberstam
- Conjecture d'Erdős sur les progressions arithmétiques
- Conjecture d'Erdős-Burr
- Conjecture d'Erdős-Gyárfás
- Conjecture d'Erdős–Straus
- Conjecture de Farrell-Jones (en)
- Conjecture de Firoozbakht
- Conjecture de Fermat-Catalan
- Conjecture de Fortune sur la primalité des nombres fortunés
- Conjecture de fonctorialité de Langlands
- Conjecture des familles stables par unions, dite aussi conjecture de Frankl
- Conjecture de Gilbreath
- Conjecture de Goldbach
- Conjecture faible de Goldbach
- Conjecture de Goormaghtigh
- Conjecture de Greenberg
- Conjecture de Grimm
- Conjecture de Hadamard
- Conjecture de Hadwiger
- Conjectures de Hardy-Littlewood
- Conjecture de Hilbert-Pólya
- Conjecture de Hodge
- Conjectures homologiques en algèbre commutative (en)
- Conjecture de Hopf (en)
- Conjecture d'Iliev-Sendov
- Conjecture jacobienne
- Conjecture des jeux uniques
- Conjecture de Kaplansky
- Problèmes de Landau
- Conjecture de Lawson (en)
- Conjecture de Legendre
- Conjecture de Lenstra-Pomerance-Wagstaff
- Conjecture de Lichtenbaum
- Conjecture de Littlewood
- Conjecture de Marshall Hall (en)
- Conjecture de Mazur en théorie d'Iwasawa
- Nouvelle conjecture de Mersenne
- Conjecture des nombres premiers jumeaux
- Conjecture de Novikov (en)
- Conjecture de Petersen sur son graphe
- Conjecture de Pierce-Birkhoff (en)
- Conjecture de Pillai
- Problème de Pompeiu
- Conjecture de Quillen-Lichtenbaum
- Conjecture de reconstruction (en)
- Hypothèses de Riemann : voir aussi les conjectures précitées de Hilbert-Pólya (non résolue) et de Weil (résolues)
  - Hypothèse de Riemann
    - Hypothèse de Riemann généralisée
    - Hypothèse de Riemann étendue

  - Hypothèse de densité
  - Hypothèse de Lindelöf
- Conjecture de Schanuel
- Hypothèse H de Schinzel
- Conjecture de Scholz
- Conjecture de Selfridge sur les nombres de Sierpiński
- Conjectures de Serre sur la multiplicité d'intersection (en)
- Conjecture de Singmaster
- Conjecture de Syracuse
- Conjecture de Tate (en)
- Conjecture de Toeplitz
- Conjecture de Vandiver
- Conjecture de Weinstein
- Conjecture de Whitehead (en)